# Chantal Masson
Chantal Masson est une altiste, cheffe de chœur et professeure française (née à Saint-Denis le 24 octobre 1937). Elle effectue ses études musicales à Paris, sous la tutelle entre autres de Étienne Ginot, Micheline Lemoine, Jacques Février et Joseph Calvet.

## Biographie
Chantal Masson étudie au Conservatoire National de Musique et de Danse de Paris de 1955 à 1959, ce qui lui permettra de se joindre à l'orchestre de chambre de l'Office de Radiodiffusion-Télévision Francaise (ORTF) à Nice, puis à l'orchestre lyrique de l'ORTF à Paris d'août 1963 à novembre 1964
Chantal Masson arrive au Québec en 1964 pour occuper un poste de professeure à l'École de Musique de l'Université Laval, qui devient la Faculté de Musique de l'Université Laval le 21 mai 1997. Elle est naturalisée canadienne en 1977.
En 1965, elle fonde l'ensemble vocal Chantal-Masson, qui est en activité jusqu'en 1972. Cet ensemble vocal a cappella s'est produit entre autres à l'Institut canadien de Québec et aux Concerts Couperin. Pour les célébrations du Centenaire de la Confédération, l'ensemble vocal Chantal-Masson fait une tournée canadienne en passant par l'Ontario, l'Alberta et la Saskatchewan. L'ensemble vocal Chantal-Masson est également invité à performer lors de l'Expo 67 à Montréal dans le pavillon canadien,
Elle complète sa formation comme cheffe de choeur avec le Mouvement à Cœur Joie en 1966 et devient ensuite instructeure pour la direction chorale dans l'Alliance chorale canadienne.
Au cours de sa carrière d'interprète, elle a l'occasion de se produire avec différents ensembles comme soliste, dont l'Orchestre symphonique de Québec et l'Orchestre symphonique d'Ottawa, ainsi que l'orchestre symphonique de Radio-Canada, autant à Montréal qu'à Québec. En 1972, elle enregistre avec l'ensemble Instrumental du Québec, qui se produit entre autres au Grand Théâtre de Québec, aux concerts Couperin ainsi qu'à l'Université Laval.
Chantal Masson est membre fondatrice du Quatuor Laval (1982), composé de quatre professeurs de l'École de Musique de l'Université Laval, soit Györgi Terebesi comme premier violon, Michiko Nagashima comme deuxième violon, elle-même à l'alto et Huguette Morin au violoncelle. Cet ensemble entregistre et produit un album avec Anna-Marie Globenski en 1995.
En 1997, elle enregistre avec la pianiste Mariko Sato un album sous étiquette SNE contenant du répertoire de Rebecca Clarke, Jeanne Landry, Denis Gougeon et Anton Rubenstein.
Elle est nommée professeure émérite de l'Université Laval lors de sa retraite,.

## Publications
Chantal Masson a traduit le livre The Teaching of Action in String Playing (L'enseignement du mouvement dans le jeu des cordes) de Paul Rolland, qui est publié aux Presses de l'Université Laval le 18 novembre 2010, Elle met en place un programme de deuxième cycle en didactique instrumentale à l'Université Laval.

## Honneurs
- 1995 - prix national de l'Association des chefs de chœurs canadiens[18]

## Discographie
- 1972 - L'ensemble Instrumental du Québec | J.S. Bach - W.A. Mozart - J.C. Bach - A. Prevost | Radio Canada International[13]
- 1995 - Le Quatuor Laval et Anna-Marie Globenski | Louis Vierne - Charles-Marie Widor | Société Nouvelle d'Enregistrement[13]
- 1997 - Chantal Masson-Bourque et Mariko Sato | Rebecca Clarke - Jeanne Landry - Denis Gougeon - Anton Rubenstein | Société Nouvelle d'Enregistrement[14]
- 1997 - Chantal Masson-Bourque et Louis Sarobe | Brahms, Sonate op. 120 n°1 et n°2 - Joachim, Trois mélodies hébraïques | ATMA [19]
- 2002 - Altitude maximale | Chantal Masson-Bourque et Mariko Sato | Alain Gagnon - André Prévost - Eleonor Cory - George Leahy - Jeanne Landry | Société Nouvelle d'Enregistrement[20]